# Aeroportul Pointe Noire
Aeroportul Pointe Noire (IATA: PNR, ICAO: FCPP) este un aeroport din Pointe-Noire, Pointe-Noire Department⁠(d), Republica Congo ce deservește zona Pointe-Noire. Aeroportul a fost tranzitat în 2017 de 628.582 de pasageri. A fost deschis în 1934.
Situat la o altitudine de 17 m, aeroportul dispune de 1 pistă.

## Infrastructură

### Piste
Aeroportul dispune de o singură pistă. Pista are orientarea 17/35.